# Edward J. O'Hare
Edward Joseph O'Hare, también conocido como "Easy Eddie" (St. Louis; 5 de septiembre de 1893 – Chicago; 8 de noviembre de 1939), fue un abogado estadounidense conocido por su participación en el juicio a Al Capone. O'Hare comenzó a ejercer su profesión en su ciudad natal, pero más tarde se mudó a Chicago, donde trabajó para Al Capone y ayudó a los fiscales federales a condenarlo por evasión fiscal. Fue asesinado a tiros mientras conducía en 1939, una semana antes de que Capone fuera liberado de Alcatraz. También es conocido por haber sido el padre de Edward "Butch" O'Hare, receptor de la Medalla de Honor y as de la Marina de los Estados Unidos durante la Segunda Guerra Mundial. 

## Primeros años en St. Louis
Edward Joseph O'Hare, conocido por sus amigos y familiares como "EJ", nació el 5 de septiembre de 1893 en St. Louis. Sus padres, Patrick Joseph O'Hare y Cecelia Ellen Malloy O'Hare, eran irlandeses estadounidenses de primera generación. El 4 de junio de 1912, contrajo matrimonio con Selma Anna Lauth y comenzó su vida familiar en un departamento que quedaba sobre el supermercado del padre de Selma en el vecindario de Soulard. Tuvieron tres hijos: Edward ("Butch"), nacido en 1914, Patricia, nacida en 1919, y Marilyn, nacida en 1924. 
O'Hare aprobó el examen del colegio de abogados de Misuri en 1923 y se unió a un bufete de abogados. Desde 1925 operó carreras de galgos en Chicago, Boston y Miami. Como abogado, representó al inventor Owen P. Smith, alto comisionado de la Asociación Internacional de Carreras de Galgos, quien patentó un conejo mecánico para que los perros corrieran en las carreras de galgos. Este trabajo le permitió mudar a su familia en 1930 a una nueva casa, con piscina y pista de patinaje, en Holly Hills. Durante los veranos, la familia O'Hare escapaba del calor de St. Louis a los campamentos fluviales en los ríos Meramec y Gasconade. Le regaló un rifle calibre 22 a su hijo Butch, con el cuál practicaba tirar a latas y botellas. Con esto, Butch se convirtió en un hábil tirador. 
En esta época empezó su fascinación con el vuelo, logrando un aventón en el avión de correo de Charles Lindbergh. O'Hare tomó su primer trabajo como piloto principal de una ruta de correo aéreo operada por Robertson Aircraft Co. de Lambert Field en St Louis. Voló comercialmente siempre que tuvo la posibilidad, encontrando oportunidades para que su hijo adolescente tomara los controles brevemente. Como resultado, su hijo Butch se convirtió en un tirador competente y se familiarizó con los aviones. 
Cuando Owen Patrick Smith murió, O'Hare representó a la administradora de su herencia, Hannah M. Smith, con la que comenzó a expandir sus intereses comerciales desde el dique de St. Louis a Chicago. 
Un día en la década de 1920, cuando llegó a su casa encontró a su hijo tumbado en un sofá leyendo y comiendo pastel de plátano y donas. Considerando que esto era un signo de pereza, lo inscribió en la Academia Militar Occidental en Alton, Illinois.

## Chicago
Al divorciarse de su esposa en 1927, O'Hare se mudó a Chicago. Selma se quedó en St. Louis con sus dos hijas Patricia y Marilyn, mientras que Butch comenzó sus estudios en la Western Military Academy. 
En Chicago, conoció a Al Capone, el hombre que lideró el crimen organizado de Chicago durante la Prohibición. Cuando Francesco de Pinedo realizó su famoso vuelo transatlántico en 1927, Capone fue uno de los primeros saludarlo a su llegada a Chicago. Los Chicago Outfit de Capone eran la pandilla dominante en la ciudad. 
O'Hare se comprometió con Ursula Sue Granata, la hermana de un representante del estado de Illinois afiliado a la mafia que trabajaba como secretaria. El compromiso se prolongó durante siete años porque eran católicos y la Iglesia no reconocía el divorcio de O'Hare. Por lo tanto, no podían casarse por iglesia. Sin embargo, O'Hare tenía la esperanza de que en 1940 se le otorgará una solicitud de dispensa del Vaticano. 
O'Hare comenzó a colaborar con Capone asesorándolo legalmente. O'Hare hizo una segunda fortuna a través de su relación con Capone. 

En 1930, O'Hare se volvió contra Capone. Le pidió a John Rogers, reportero del St. Louis Post-Dispatch, que organizara una reunión con el Servicio de Impuestos Internos (IRS), que intentaba condenar a Capone por evasión de impuestos. Rogers organizó una reunión con el agente del IRS Frank J. Wilson . O'Hare posteriormente desempeñó un papel clave en el enjuiciamiento y condena de Capone. El Agente Wilson, Jefe del Servicio Secreto de los Estados Unidos entre 1937 y 1946, más tarde declaró que: 
 "Tenía dentro de la pandilla a uno de los mejores hombres encubiertos que he conocido: Eddie O'Hare ". 
 Se cree que O'Hare fue quien informó al investigador Wilson sobre el tenedor de libros de Capone, que se convirtió en testigo clave en el juicio de 1931. También ayudó a descifrar el código utilizado en los libros de contabilidad por los tenedores de libros de Capone. Al comienzo del juicio de Capone en la corte del juez James Wilkerson, O'Hare informó al gobierno que Capone había arreglado el jurado. Así alertado, el juez Wilkerson cambió de jurado con otro juicio federal antes de que comenzara el juicio de Capone. Este incidente fue representado en la película de 1987 The Untouchables.
Capone fue declarado culpable y enviado a prisión en 1931.

## Asesinato

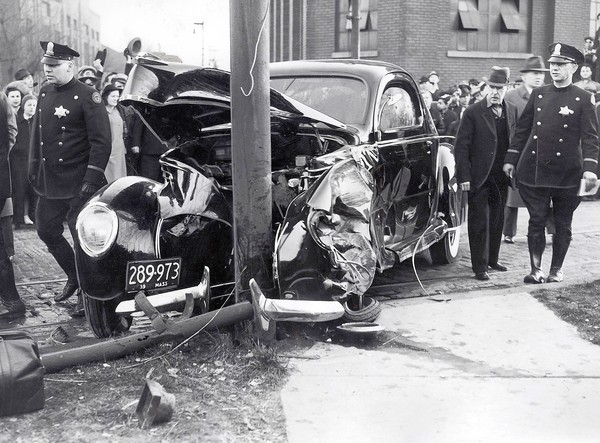
Asesinato de Edward O'Hare

El miércoles 8 de noviembre de 1939 O'Hare fue asesinado a tiros mientras conducía su automóvil. Tenía 46 años. Esa tarde, cuando salió de su oficina en el hipódromo de Sportsman's Park en Cicero, Illinois, supuestamente llevaba una pistola semiautomática de calibre .32 limpia y aceitada, algo inusual en él. Dos hombres armados que portaban escopetas en un sedán oscuro se acercaron a él en la intersección de Ogden y Rockwell y dispararon una descarga de balas de caza mayor. O'Hare murió al instante. Su Lincoln se estrelló contra un poste de la carretera, mientras que los asesinos continuaron hacia el este por Ogden y se perdieron en el tráfico. No se hizo ningún arresto. 
En 2010, el concejal de Chicago Ed Burke le pidió al Departamento de Policía de Chicago que revisara el asesinato de O'Hare a la luz de las acusaciones hechas en el libro Get Capone.

## En la cultura popular
- En la serie de HBO Boardwalk Empire 2010-2014 , el personaje de Mike D'Angelo que interpreta Louis Cancelmi está basado en Edward J. O'Hare. En la última temporada se revela que es un agente encubierto que ayudó a reunir pruebas para condenar a Al Capone por evasión de impuestos.
- La historia de 'Easy Eddie' y su hijo es mencionada en el capítulo "Payback" de la novela Meg: una novela de terror profundo, del autor estadounidense Steve Alten, publicada en 1996.